# Abdullah Al-Muaiouf
Abdullah Ibrahim Al-Muaiouf (arab. ‏عبد الله إبراهيم المعيوف‎, ur. 23 stycznia 1987 w Rijadzie) – saudyjski piłkarz grający na pozycji bramkarza w klubie Al-Hilal Rijad oraz w reprezentacji Arabii Saudyjskiej. Wychowanek Al-Hilal, przez 10 lat występował również w Al-Ahli Dżudda.

## Kariera reprezentacyjna
Uczestnik Mistrzostw Świata 2018, które Arabia Saudyjska skończyła na fazie grupowej, a Al-Muaiouf zagrał w meczu otwarcia przeciwko Rosji. 11 grudnia 2019 ogłosił zakończenie kariery reprezentacyjnej.